# Estados Unidos nos Jogos Olímpicos de Inverno de 2018
Os Estados Unidos participaram dos Jogos Olímpicos de Inverno de 2018, realizados na cidade de Pyeongchang, na Coreia do Sul.
O país participa das Olimpíadas de Inverno desde a sua primeira edição, em 1924 em Chamonix, França. Com uma delegação de 242 atletas, competindo em todas as quinze modalidades em disputa, foi a maior delegação dos Jogos e a maior que qualquer país já tenha enviado a uma edição de Jogos Olímpicos de Inverno.

## Medalhas
| Atleta | Esporte                                | Evento                           | Medalha |
| --- | -------------------------------------- | -------------------------------- | ------- |
| Redmond Gerard | Snowboard                              | Slopestyle masculino             | Ouro    |
| Jamie Anderson | Snowboard                              | Slopestyle feminino              | Ouro    |
| Chloe Kim | Snowboard                              | Halfpipe feminino                | Ouro    |
| Shaun White | Snowboard                              | Halfpipe masculino               | Ouro    |
| Mikaela Shiffrin | Esqui alpino                           | Slalom gigante feminino          | Ouro    |
| Kikkan Randall Jessica Diggins | Esqui cross-country                    | Velocidade por equipes femininas | Ouro    |
| David Wise | Esqui estilo livre                     | Halfpipe masculino               | Ouro    |
| Lee Stecklein Cayla Barnes Megan Keller Kali Flanagan Monique Lamoureux-Morando Emily Pfalzer Meghan Duggan Haley Skarupa Kelly Pannek Brianna Decker Jocelyne Lamoureux-Davidson Gigi Marvin Hannah Brandt Hilary Knight Kacey Bellamy Sidney Morin Dani Cameranesi Kendall Coyne Amanda Kessel Nicole Hensley Alex Rigsby Maddie Rooney Amanda Pelkey | Hóquei no gelo                         | Feminino                         | Ouro    |
| John Shuster Tyler George Matt Hamilton John Landsteiner Joe Polo | Curling                                | Masculino                        | Ouro    |
| Chris Mazdzer | Luge                                   | Individual masculino             | Prata   |
| John-Henry Krueger | Patinação de velocidade em pista curta | 1000 m masculino                 | Prata   |
| Nick Goepper | Esqui estilo livre                     | Slopestyle masculino             | Prata   |
| Elana Meyers Taylor Lauren Gibbs | Bobsleigh                              | Duplas femininas                 | Prata   |
| Alex Ferreira | Esqui estilo livre                     | Halfpipe masculino               | Prata   |
| Jamie Anderson | Snowboard                              | Big air feminino                 | Prata   |
| Mikaela Shiffrin | Esqui alpino                           | Combinado feminino               | Prata   |
| Kyle Mack | Snowboard                              | Big air masculino                | Prata   |
| Nathan Chen Adam Rippon Bradie Tennell Mirai Nagasu Alexa Scimeca Knierim Chris Knierim Maia Shibutani Alex Shibutani | Patinação artística                    | Equipes                          | Bronze  |
| Arielle Gold | Snowboard                              | Halfpipe feminino                | Bronze  |
| Brita Sigourney | Esqui estilo livre                     | Halfpipe feminino                | Bronze  |
| Maia Shibutani Alex Shibutani | Patinação artística                    | Dança no gelo                    | Bronze  |
| Lindsey Vonn | Esqui alpino                           | Downhill feminino                | Bronze  |
| Heather Bergsma Brittany Bowe Mia Manganello Carlijn Schoutens | Patinação de velocidade                | Perseguição por equipes feminino | Bronze  |

Legenda
| Recorde mundial      | Recorde mundial (World record)               |                       | Recorde africano                      | Recorde africano (African) |                                           | Q | Classificado por posição (Qualified) |
| Recorde olímpico     | Recorde olímpico (Olympic record)            | Recorde da América    | Recorde da América (Americas)         | q                          | Classificado por melhor tempo (Qualified) |   |                                      |
| Melhor marca do ano  | Melhor marca do ano (World leading)          | Recorde asiático      | Recorde asiático (Asian)              | DNS                        | Não largou (Did not start)                |   |                                      |
| Recorde nacional     | Recorde nacional (National record)           | Recorde europeu       | Recorde europeu (European)            | DNF                        | Não terminou (Did not finish)             |   |                                      |
| Recorde pessoal      | Recorde pessoal do atleta (Personal best)    | Recorde da Oceania    | Recorde da Oceania (Oceania)          | DSQ / DQ                   | Desclassificado (Disqualified)            |   |                                      |
| Recorde da temporada | Recorde da temporada do atleta (Season best) | Recorde sul-americano | Recorde sul-americano (South America) | NM                         | Sem marca (No mark)                       |   |                                      |